# Porto fluviale romano di Milano
Il porto fluviale romano di Milano fu un punto di attracco per piccole imbarcazioni realizzato a Mediolanum (la moderna Milano) lungo il fiume Seveso dagli antichi romani. È stato il primo porto fluviale di Milano ed era in comunicazione, tramite la Vettabbia, con il Lambro, quindi con il Po e infine con il mare Adriatico. 

## Storia

L'antica Milano romana (Mediolanum) sovrapposta alla Milano moderna. Il rettangolo più chiaro al centro, leggermente sulla destra, rappresenta la moderna piazza del Duomo, mentre il moderno Castello Sforzesco si trova in alto a sinistra, appena fuori dal tracciato delle mura romane di Milano. Al centro, indicato in rosso salmone, il foro romano di Milano, mentre in verde il quartiere del palazzo imperiale romano di Milano

Davanti alle mura romane di Milano, tra le moderne via del Bottonuto e via San Clemente, si estendeva una banchina portuale affacciata ad un laghetto che consentiva l'attracco di piccole imbarcazioni in corrispondenza della moderna via Larga, lungo la quale scorreva il Seveso. Il laghetto venne in seguito prosciugato e fu al suo posto realizzata la fossa di scolo delle acque di scarico e dei rifiuti, chiamata butinucum, che diede poi il nome al quartiere Bottonuto. Questo fu il primo porto fluviale di Milano che era in comunicazione, tramite la Vettabbia, con il Lambro, quindi con il Po e infine con il mare Adriatico. 
Restò il ricordo di tale laghetto nel nome della via Poslaghetto, scomparsa negli anni cinquanta del XX secolo per fare posto alla Torre Velasca. Di questo collegamento fa menzione nell'XI secolo Landolfo Seniore nella sua Historia Mediolanensis, mentre una "patente" di Liutprando re dei Longobardi (690-740) parla di un porto tra Lambro e Po. Ancora a favore della tesi, due ritrovamenti, uno in piazza Fontana e l'altro in via Larga, di un lungo manufatto romano (un pavimento litico su palafitte) che appare come una banchina portuale. Il materiale, costituito da lastre in serizzo di due metri e mezzo e pali di rovere, è conservato al Museo civico di storia naturale di Milano.
A causa del successivo prosciugamento e della seguente trasformazione in fossa di scolo delle acque di scarico e dei rifiuti, gli archeologi moderni, in questa area, hanno trovato una straordinaria discarica dell'antichità, che ha permesso loro di meglio ricostruire la vita quotidiana della Mediolanum imperiale.
Mediolanum era un importante snodo commerciale visto che, oltre alla presenza del porto fluviale, vi passavano la via Gallica, la via delle Gallie, la via Regina, la via Spluga, la via Mediolanum-Bellasium, la via Mediolanum-Bilitio, la via Mediolanum-Brixia, la via Mediolanum-Placentia, la via Mediolanum-Ticinum e la via Mediolanum-Verbannus.

## Il porto
Il laghetto fu realizzato modificando opportunamente una laguna naturale formata da un'ampia ansa naturale paludosa del Seveso. Per realizzarlo vennero bonificate le zone paludose (compresa quella dove sarebbe sorto il porto) e fu predisposta un'opera di canalizzazione del fiume così da renderlo navigabile da parte delle piccole imbarcazioni. Sorgeva nei pressi di Porta Tosa romana (lat. Porta Tonsa), da cui il nome della porta (tonsa in latino significa "remo"). 
Il piccolo porto fluviale era largo 7 metri e profondo 1,5. La banchine, in lastre di serizzo, erano ampie 2,5 metri, mentre le fondamenta erano realizzate in pali di rovere che entravano nel terreno fino a una profondità di 2,5 metri. In corrispondenza della moderna via Larga, la banchina distava 14 metri dalle mura. Lungo la banchina era anche presente una torre di guardia che serviva per tenere sotto osservazione il traffico fluviale e il magazzino dove venivano stipate temporaneamente le merci.

## Mappa dettagliata di Mediolanum

Mappa dell'antica Milano romana (Mediolanum) (secoli III-V) con indicate le mura e le porte romane di Milano, il foro romano di Milano, il teatro romano di Milano, l'anfiteatro romano di Milano, il circo romano di Milano, l'area del palazzo imperiale romano di Milano (in rosa più tenue), la zecca romana di Milano, le terme Erculee, il mausoleo imperiale di Milano, la via Porticata con l'arco trionfale, i magazzini annonari romani di Milano (lat. horrea), il porto fluviale romano di Milano, i castelli romani di Milano e le basiliche paleocristiane di Milano